# 莫尔胡森
莫尔胡森（德語：Moorhusen）是德国石勒苏益格－荷尔斯泰因州的一个市镇。总面积4.68平方公里，总人口73人，其中男性41人，女性32人（2011年12月31日），人口密度16人/平方公里。